# 聯合國性傾向與性別認同議題
|  | 支持             | 已签署联合国大会关于LGBT权益的聲明和/或支持人权理事会会议上所发表的2011年关于LGBT权益的聲明的国家（最初66个成员，现在96个成员）。 |
|  | 反对             | 已签署2008年反对LGBT权益的声明的国家（最初57个成员，现在54个成员）。                                                              |
|  | 既不支持也不反对 | 官方没有表态支持或反对LGBT权益的国家。                                                                                            |
|  | 后续成员         | 南苏丹，2008年不是联合国会员国 |
|  | 非联合国会员国   | 非联合国会员国的国家。 |

聯合國創設於1945年，但直到1994年公民與政治權利國際公約的條約機構人權事務委員會對圖能訴澳大利亞案作成決定，才首次有聯合國體系的組織將LGBT權利視為人權議題。在1993年的世界人權大會和1995年的世界女性大會，都有國家提案要將性傾向的不歧視納入大會的宣言或行動綱領之中，然在共識決的決策下，這些提案都未受採納，換取保留住較為寬泛、不特定的語言，由各國自行解釋。
2003年4月，巴西在經社理事會下的人權委員會提出性傾向與人權的決議草案（E/CN.4/2003/L.92），但其討論遭到擱置。2005年3月，紐西蘭發表聯合聲明，在人權委員會代表32個國家表達對性傾向與人權議題的關切。2006年12月，挪威發表聯合聲明，在人權理事會代表54個國家表達對性傾向和性別認同與人權議題的關切。
2008年12月，以歐洲聯盟為首的一方，在聯合國大會宣讀由荷蘭、法國主導發起的聯合聲明，阿根廷代表66個國家發表（A/63/635），由於無法取得成為大會決議的足夠支持，因此用聲明的形式發表；以伊斯蘭會議組織為首的反對方旋即提出由敘利亞主導發起的聲明，代表57個國家表態反對立場。聯合國大會迄今尚未採納任一立場的提案。歐盟的聲明譴責所有根據性傾向和性別認同而起的暴力、騷擾、歧視、社會排除、汙名化和偏見，以維護誠實正直和人性尊嚴。同時，它也譴責以上述原因為由的殺戮、死刑、酷刑、任意逮捕，以及經濟、社會和文化權利的剝奪。
2011年3月，由哥倫比亞、美國、斯洛維尼亞主導發起，哥倫比亞代表85個國家在人權理事會上發表聯合聲明，反對基於性傾向和性別認同而起的暴力行為。2011年6月17日，人權理事會通過一項由南非主導發起的提案，這是聯合國首次肯認LGBT權利的決議（A/HRC/RES/17/19）。
2015年8月24日安全理事會就恐怖組織伊斯蘭國迫害LGBT人士召開阿里亞模式會議，由美國和智利大使共同召集，聽取人權組織與難民的陳述。2015年9月29日，12個聯合國機構在可持續發展目標於大會通過後，發表一份聯合聲明，呼籲各國政府儘快行動，終結對LGBT群體和雙性人的暴力和歧視。2021年10月4日，以色列代表39個國家，在人權理事會發表了聯合聲明，承認世界各地家庭形式的多樣性，並呼籲國家以平等和保護為基礎，支持各種形式的多元家庭。
另外，包括科菲·安南、潘基文、安東尼歐·古特瑞斯在內的聯合國秘書長，於任內發表過支持LGBT或LGBTI群體的談話。特別程序與條約機構中的獨立專家，就其任務和職權也會發布關於性傾向與性別認同以及雙性人人權議題的聲明或新聞稿。

## 政治聲明

### 性傾向與性別認同

#### 支持
在聯合國193個會員國中，有66個會員國表態支持2008年的聯合聲明，美國政府於2009年反轉前任政府的態度支持該聲明。2011年3月時，以哥倫比亞為代表，在人權理事會會議上發表聯合聲明，總計85個會員國參與連署。兩次連署不計重複一共96個聯合國會員國，其中包括了所有的歐盟國家（*）以及許多歐洲、美洲國家。
| 非洲 - 中非 - 加彭 - 模里西斯 - 卢旺达 - 聖多美和普林西比 - 塞舌尔 - 南非 發起(2011決議) 美洲 - 阿根廷 - 巴哈马 - 玻利维亚 - 巴西 - 加拿大 - 智利 - 哥伦比亚 發起(2011) - 古巴 - 多米尼克 - 薩爾瓦多 | - 墨西哥 - 尼加拉瓜 - 巴拿马 - 巴拉圭 - 秘魯 - 美国 發起(2011) - 乌拉圭 - 委內瑞拉 亞洲 - 以色列 - 日本 - 蒙古国 - 尼泊尔 - 菲律賓 - 泰國 - 东帝汶 - 越南 歐洲 - 阿尔巴尼亚 - 安道尔 - 亞美尼亞 - 奥地利 * - 比利时 * | - 保加利亚 * - 賽普勒斯 * - 捷克 * - 丹麦 * - 爱沙尼亚 * - 芬兰 * - 法國 * 發起(2008) - 德国 * - 希腊 * - 匈牙利 * - 冰島 - 愛爾蘭 * - 義大利 * - 拉脫維亞 * - 列支敦斯登 - 立陶宛 * - 盧森堡 * - 馬爾他 * - 摩尔多瓦 - 摩納哥 - 蒙特內哥羅 - 北馬其頓 - 荷蘭* 發起(2008) - 挪威 | - 波蘭 * - 葡萄牙 * - 羅馬尼亞 * - 圣马力诺 - 塞爾維亞 - 斯洛伐克 * - 斯洛維尼亞 * 發起(2011) - 西班牙 * - 瑞典 * - 瑞士 - 乌克兰 - 英国(2020年脫離歐盟) 大洋洲 - 密克羅尼西亞聯邦 - 斐济 - 马绍尔群岛 - 瑙鲁 - 新西兰 - 帛琉 - 萨摩亚 |

#### 反對
2008年，57個聯合國會員國針對歐盟擬議的聲明，共同提交反對聲明，大多來自非洲國家和伊斯蘭國家。有些國家後來轉而支持2011年的聯合聲明，剩餘54國維持反對LGBT人權聲明的立場。
雖然沒參與連署，俄羅斯、白俄羅斯都對歐盟在2008年發起的聯合聲明表達反對意見。聯合國觀察員梵蒂岡也反對歐盟擬議的聲明，稱聖座支持不歧視同性戀者並呼籲國家別用刑事定罪，但反對將性傾向與性別認同視為人權議題。
| 非洲 - 阿尔及利亚 - 喀麦隆 - 埃及 - 衣索比亞 - 几内亚 - 利比亞 - 马拉维 - 毛里塔尼亚 - 摩洛哥 - 尼日尔 - 奈及利亞 | - 卢旺达 (轉而支持) - 塞内加尔 - (轉而支持) - 苏丹 - 坦桑尼亚 - 多哥 - 突尼西亞 - 乌干达 - 辛巴威 美洲 - 圣卢西亚 亞洲 - 阿富汗 - 巴林 - 印度尼西亞 - 伊朗 | - 伊拉克 - 约旦 - 科威特 - 黎巴嫩 - 马来西亚 - 馬爾地夫 - 阿曼 - 巴基斯坦 - 沙烏地阿拉伯 - 叙利亚 發起(2008) - 阿联酋 - 葉門 大洋洲 - 斐济 (轉而支持) - 所罗门群岛 |

### 雙性人人權
2020年9月，奧地利代表36個國家，在人權理事會上發表聯合聲明，呼籲重視雙性人的人權議題。2021年9月，奧地利代表53個國家，在人權理事會上再次發表聲明。2023年10月，芬蘭代表56個國家在人權理事會上，也就同樣的呼籲發表了聯合聲明。

## 聯合國人權理事會

### 聯合國人權理事會決議

#### 性傾向與性別認同
2011年6月17日，人權理事會以23票支持、19票反對及3票棄權的票數，通過一項南非主導發起的提案（A/HRC/RES/17/19）。該提案是聯合國組織首次肯認LGBT權利的決議，該決議要求聯合國人權事務高級專員辦事處著手一項報告，調查全世界LGBT群體所面對的困境，其結果應記載各國依性傾向和性別認同所制定的歧視性法律、作法和暴力行為。投票結果如下：
高級專員報告（A/HRC/19/41）於2011年12月出爐，發現針對LGBT群體的暴力行為普遍，並確認七十六個國家存在依據性傾向或性別認同入罪的法律，而且至少有五個國家的法律涉及死刑。2012年3月，人權理事會召開小組會議討論該份報告。
人權理事會於2014年9月26日，以25票支持對上14票反對7票棄權，二度通過一份由巴西、智利、哥倫比亞和烏拉圭主導發起，肯認LGBT權利的提案（A/HRC/RES/27/32）。該決議要求人權高級專員更新報告，提出打擊暴力和歧視行為的最佳作法，該份報告（A/HRC/29/23）於2015年5月出爐。投票結果如下：
2016年1月，高級專員依據2015年通過的保護家庭決議（A/HRC/RES/29/22）而撰寫的報告（A/HRC/31/37）出爐。該份報告表示國際人權法中沒有規定特定的家庭概念作為標準定義，並指出國際機制呼籲各國保護家庭成員在享有人權方面處於弱勢的家庭，如經社文權利委員會呼籲各國在法律上承認同性伴侶。敘述各國對家庭的保障時，提到有些國家修改法律或採取司法行動承認同性伴侶的關係。報告結論承認由於每個社會有不同的社會、文化和經濟特點，家庭制度的形式也多元且不斷變化。
2016年6月30日，人權理事會以23票支持，18票反對，以及6票棄權，通過一項強化保護LGBT群體的措施（A/HRC/RES/32/2）。該措施任命一位為期三年的特別報告員，其職責為監控和報告基於性傾向和性別認同而來的暴力和歧視行為。來自151個國家的628個非政府組織簽署一份聯合聲明，呼籲人權理事會通過此一由阿根廷、巴西、智利、哥倫比亞、哥斯大黎加、墨西哥、烏拉圭共同主導發起的提案。投票結果如下：
設置性傾向與性別認同獨立專家的決議受到許多阻力。決議通過後，反對國家仍嘗試利用聯合國大會來廢除人權理事會的決定。2016年11月21日，社會、人道主義、和文化委員會（第三委員會）以77票支持84票反對17票棄權15票缺席的結果，否決波札那代表非洲國家發起的推遲設置性傾向與性別認同獨立專家的提案。12月19日，聯合國大會全體會議以77票支持84票反對16票棄權16票缺席的結果，否決了同樣的提案。12月23日，行政與預算委員會（第五委員會）以65票支持82票反對16票棄權30票缺席的結果，否決了拒絕給予獨立專家預算的提案。
2017年9月29日，聯合國人權理事會以27票支持，13票反對，7票棄權通過一項由比利時、貝南、哥斯大黎加、法國、墨西哥、摩爾多瓦、蒙古和瑞士共同主導發起的提案（A/HRC/RES/36/17），要求那些尚未廢除死刑的國家，確保不會濫用死刑，或不會歧視性地使用死刑。並且死刑不應施加於心智障礙者，犯罪時未滿18歲者，還有孕婦。該決議譴責針對叛教、宗教褻瀆、通姦、相互同意的同性性關係，施加死刑的國家。。投票結果如下：
2019年7月12日，聯合國人權理事會以27票支持，12票反對，7票棄權通過提案（A/HRC/RES/41/18），將特別報告員的任期再延三年。投票結果如下：
2022年7月7日，聯合國人權理事會以23票支持，17票反對，7票棄權通過提案（A/HRC/RES/50/10），強烈關切將同性的合意性行為和關係以及性別認同的表達定為刑事犯罪的現行法律、政策和作法，也關切依據性傾向和性別認同對個人所實施的騷擾、任意拘留、起訴和歧視。該決議決定將特別報告員的任期再延三年，譴責依據性傾向或性別認同而來的暴力和歧視行為，呼籲各國修改或廢除針對性傾向或性別認同的歧視性法律和政策，並採取有效措施防止、調查和起訴這些暴力和歧視行為。投票結果如下：
2025年7月7日，聯合國人權理事會以29票支持，15票反對，3票棄權通過提案，將特別報告員的任期再延三年。投票結果如下：

#### 性別分化多元性與雙性人
2019年3月，聯合國人權理事會未經表決，無異議通過南非的提案（A/HRC/RES/40/5）。該決議對世界田徑總會針對性別分化多元性的女性運動員設置的生理條件限制規定，表達違反人權之疑慮。關切對性別分化、雄性激素敏感性和睪固酮水平等方面存在差異的女性運動員，要求通過醫學手段降低其血睾固酮水平的條例、規則和做法可能有悖國際人權規範和標準。呼籲各國體育協會不制定和不執行使女性運動員接受不必要、羞辱性且有害的醫療程序才能參加女子賽事的政策和作法。並要求聯合國人權事務高級專員辦事處撰寫報告說明體育運動方面，所存在的種族和性別交織性歧視的情況，及其國際人權標準與規範。該份報告（A/HRC/44/26）於2020年6月出爐。
2024年4月，聯合國人權理事會以24票支持，23票棄權通過澳洲、智利、芬蘭和南非的提案（A/HRC/RES/55/14），關切雙性人包括兒童在內，所受到的歧視、暴力和有害作法，包括未經當事人充分、自由和知情同意下，對性徵進行醫學上非必要或可推遲的干預。並要求聯合國人權事務高級專員辦事處就雙性人的人權保護撰寫報告。

### 普遍定期審查
普遍定期審查（UPR），由人權理事會的一個政府間工作組負責實施，目的是輪流審查所有聯合國會員國是否履行國家所承諾的人權保證和義務，由各國政府彼此進行同行審查。第一輪從2008年開始，每輪審查週期四年半，審查資訊來自受審國家提出的國家報告、人權高級專員辦事處編寫的聯合國資訊彙編（來自特別程序、條約機構等聯合國實體）以及利害關係人資訊概要（來自非政府組織、國家人權機構等關係人）。在審查會議期間，任何成員國都可向受審國家提問、發表評論及/或建議，由三國小組充當報告員，將議題或問題歸類，受審國家有機會對這些建議提出初步意見，選擇支持（接受）或收到（拒絕）這些建議。最後會在全體會議通過結果報告，各方進行回覆和評論。
根據Universal Human Rights Index資料庫，在前三輪中，UPR整體的建議接受率是74.89%，關切對象是LGBTI群體的建議接受率則是40.9%。第一輪中，有關性傾向與性別認同的建議，非洲國家在拒絕國家中佔了將近一半。關切LGBTI群體的建議，不同國家的涉入程度不同。按聯合國區域集團的分類，非洲國家收到最多，其次拉美，其次亞太，其次東歐，最少的是西歐和其他；發出以來自西歐和其他最多，其次拉美，其次東歐，其次亞太，非洲國家最少。
性傾向與性別認同議題在普遍定期審查的範疇主要涉及非刑事化和反歧視，但UPR能進一步提出一些其他的議題，比如提高公眾意識和多元性別敏感度。這一制度的靈活性還允許納入在其他人權機制中尚未明確承認而更為積極的權利，比如同性婚姻和收養。
根據研究，普遍定期審查具有高度政治化的現象。一些人權紀錄尚可的國家比其他國家受到更多負面關注，負面建議多來自非盟友國家。少數由非洲和亞洲國家提出的建議，大多是針對其他的區域集團成員。並且若是由同區域集團提出，則國家更可能接受有關性傾向與性別認同事務的建議。有關LGBTI群體非刑事化的建議更可能被拒絕，防止歧視和暴力的建議更可能被接受。

### 聯合國特別程序

#### 防止基於性傾向和性別認同的暴力和歧視問題獨立專家
基於2016年通過的一項決議及其續約決議，人權理事會會任命一位獨立專家處理基於性傾向或性別認同而產生的暴力和歧視議題，其職責為評估人權標準的落實狀況，瞭解最佳作法和差距，提高對於議題的認識，查明暴力和歧視的根源，與各國政府和其他利益關係人展開對話和協商，並提供打擊暴力和歧視的諮詢服務、技術援助、能力建構和國際合作。
獨立專家的權限，包括(1) 向有關國家發出信件，請求緊急行動或調查侵犯人權的指控。(2) 發起事實調查，進行國家訪問 （页面存档备份，存于）。(3) 向人權理事會和聯合國大會提交專題報告 （页面存档备份，存于） （页面存档备份，存于）。獨立專家的其他活動 （页面存档备份，存于）還包括發展人權標準和指引，參加專家諮商會、研討會或大型會議，組織小組討論會或諮商會，發布公開聲明等。聯合國性傾向和性別認同獨立專家的名單及就任期間如下：
- 維特·蒙丹蓬（Vitit Muntarbhorn），來自泰國，就任期間2016/9-2017/10。[65]
- 維克多·馬德里加爾-博洛茲（Victor Madrigal-Borloz），來自哥斯大黎加，就任期間2018/1-2023/10。[66]
- 格雷姆·里德（英语：Graeme Reid (activist)）（Graeme Reid），來自南非，就任期間2023/11-。[67]

#### 其他的特別報告員
除了「防止基於性傾向和性別認同的暴力和歧視問題獨立專家 」之外，其他的特別報告員也會因其主題，涉及到性傾向與性別認同的議題。最早提到性傾向與人權議題的特別報告員是1992年的「實現經濟、社會和文化權利特別報告員」，僅簡單提及對於在國際上受到忽視的歧視行為領域，包括社會地位、收入、醫療狀態、年齡、貧窮和性傾向，需要得到更多的注意。
特別報告員涉及性傾向與性別認同的議題曾受到某些國家反對。在2001年，「法外處決、草率處決或任意處決問題特別報告員」提交一份報告，該報告提到性傾向與性別認同人群而在人權委員會受到一些國家反對，並在繼續其任命的決議中要求刪除有關文字。不過，該年稍後，六位特別報告員表示願意提出和考慮屬於不同性傾向與性別認同個人的人權受到侵犯的訊息，只要這在他們的任務範圍內。人權高級專員瑪麗·羅賓遜安排了這一報告員間的協議。次年在人權委員會的會議上，對該位特別報告員提出譴責的動議被否決，該任務持續得到授權可繼續關注此議題。其他特別報告員也會關注LGBTI議題，例如「健康權特別報告員」在2004年的報告。
根據ILGA和國際人權服務社從2011年至2021年的統計，在特別報告員中，「防止基於性傾向和性別認同的暴力和歧視問題獨立專家 」、「意見和表達自由權特別報告員」、「人權維護者處境特別報告員」、「和平集會自由權和結社自由權特別報告員」、「任意拘留問題工作組」、「歧視女性和女孩問題工作組」、「酷刑和其他殘忍、不人道或有辱人格的待遇或處罰特別報告員」，最常提到性傾向與性別認同的議題。
在2021年的主題報告中，有15個報告良好或強力地提及了LGBTI群體，來自「非洲人後裔專家工作組」、「意見和表達自由權特別報告員」、「任意拘留問題工作組」、「人權與跨國公司和其他工商企業問題工作組」、「文化權利領域的特別報告員」、「人人有權享有可達到的最高水準身心健康問題特別報告員」、「人權維護者處境特別報告員」、「少數群體問題特別報告員」、「老年人享有所有人權獨立專家」、「隱私權問題報告員」、「買賣兒童和兒童性剝削問題特別報告員」、「防止基於性傾向和性別認同的暴力和歧視問題獨立專家」。

## 聯合國諮商地位
聯合國經濟及社會理事會（ECOSOC）能授予非政府組織諮商地位，讓非政府組織能參與聯合國的活動，其專門（special）類型的諮商地位是授予經社理事會活動中，具特定領域專門能力的非政府組織。在世界許多LGBT組織中，國際LGBTI聯合會（ILGA）和國際立即行動（OutRight），是以促進全球LGBT人權作為組織願景與任務，其他的LGBT組織則多專注在特定的地域或國家。人權觀察、國際特赦組織、國際人權服務社、國際法學家委員會等，則是以普世人權作為目標，包括但不限於LGBT權利。
第一個獲得諮商地位的LGBT組織是國際LGBTI聯合會，在1993年7月。然而由於提倡未成年性行為的北美男人男童戀愛協會擁有ILGA會員資格，一年之後ILGA的諮商地位遭到撤銷。雖然ILGA盡可能驅逐所有這類偏離ILGA目標的會員，並加強了申請入會的審核程序，但聯合國最終仍暫停其諮商地位。直到2006年，ILGA歐洲分會才得以取得諮商地位，OutRight則在2010年取得諮商地位，而在經歷多次否決後，ILGA終於在2011年取回諮商地位。
其他取得諮商地位的LGBT組織，還有密切參與聯合國體系進行倡議的國際ARC （页面存档备份，存于）（ARC International）、協調世界同志遊行（WorldPride）舉辦的國際同遊（InterPride）、爭取跨性別權利的跨性別平權全球行動（GATE）、促進宗教和多元性別議題對話的多元性別全球跨信仰網絡 （页面存档备份，存于）（GIN-SSOGIE），以及地區性的組織像是荷蘭的尼德蘭文化休閒中心（COC Nederland）、奧地利的同性戀維也納行動（HOSI Wien）、巴西的全國LGBTI聯盟（Aliança Nacional LGBTI）、東南亞的東協多元性別核心小組 （页面存档备份，存于）（ASEAN SOGIE Caucus）、亞太地區的萬花筒澳洲人權基金會（Kaleidoscope Human Rights Foundation）等。
2010年7月19日，ECOSOC在日內瓦召開全體會議，與會各國以23票贊成、13票反對、13票棄權、5票缺席的結果通過了OutRight對專門諮商地位的申請。
2011年7月25日，ECOSOC在日內瓦召開全體會議，與會各國以29票贊成、14票反對、5票棄權、6票缺席的結果通過了ILGA對專門諮商地位的申请。
ECOSOC下的非政府組織委員會，能向ECOSOC推薦要授予諮商地位的非政府組織。然而，政治爭端和鬥爭卻經常影響非政府組織委員會的決定，許多LGBT組織申請諮商地位，往往被非政府組織委員會拒絕推薦或拖延審查。ILGA再度申請諮商地位和OutRight申請諮商地位，都是在無法獲得非政府組織委員會推薦的情況下取得諮商地位。

## 聯合國附屬機構和專門機構
2015年9月29日，十二個聯合國機構，國際勞工組織（ILO）、聯合國人權事務高級專員辦事處（OHCHR）、聯合國愛滋病規劃署（UNAIDS）、聯合國開發計劃署（UNDP）、聯合國教育、科學及文化組織（UNESCO）、聯合國人口基金會（UNFPA）、聯合國難民事務高級專員辦事處（UNHCR）、聯合國兒童基金會（UNICEF）、聯合國藥物和犯罪問題辦公室（UNODC）、聯合國女性署（UN-Women）、世界糧食計劃署（WFP）、世界衛生組織（WHO），在可持續發展目標於聯合國大會通過之後，發表一份聯合聲明，呼籲各國政府儘快行動，終結對於LGBT群體和雙性人的暴力和歧視。
聯合國機構推進女同性戀、男同性戀、雙性戀、跨性別和雙性人（LGBTI）權利的行動，略舉如下：
維護和推動世界各國人權發展的OHCHR，在2012年出版LGBTI與國際人權法議題的書籍，並於2019年更新。在2013年7月發起聯合國自由與平等運動（United Nations Free & Equal），透過對全球的公共資訊傳播，宣傳音樂短片（MV）、故事與一系列的事實清單（Fact sheet），目標為促進對於LGBT群體和雙性人的平等權利和公平待遇。在2016年出版書籍，探討政府實踐和促進人權，保障LGBTI群體的作法和案例。在2017年9月26日發布LGBTI在企業界的反歧視指引。OHCHR也負責支援普遍定期審查、聯合國人權條約機構和特別報告員對LGBTI人權狀況的審查和報告，支援協調以LGBTI權益為主題的政府間非正式會議，提供關於LGBTI權益的倡議和政策建議等。
為發展中國家提供技術建議、人才培訓與設備的UNDP，推動「Being LGBTI in Asia and the Pacific」、「Being LGBTI in the Caribbean」、「Being LGBTI in Eastern Europe」的區域計畫，目標為促進LGBTI人士能普遍獲得健康和社會服務，透過和政府、公民社會、區域機構與其他利益關係人進行對話交流，推進社會和LGBTI群體的共融發展。UNDP也和世界銀行合作，提出LGBTI共融指數（ LGBTI Inclusion Index）的提案，UNDP還出版與LGBTI權利相關的刊物，例如討論了可持續發展目標與LGBTI群體的關係，管理監獄裡跨性別人士的良好作法，強化LGBTI人士參與政治和選舉的指南，和議員全球行動共同出版LGBTI人權倡議的議員手冊，和亞太地區國家人權機構論壇共同出版促進和保護LGBTI人權的國家人權機構手冊，贊助印度國家心理健康和神經科學研究院出版LGBTI社群的整全心理幸福模組手冊，也贊助HIV政策實驗室發表同性性行為在全球刑事化/非刑事化與愛滋防治政策關係的報告。
推動全球性別平等、女性賦權的UN-Women，透過倡議、發聲和研究，將LGBTI人權整合到工作之中，並特別重視女性的生命處境。UN-Women出版了LGBTIQ+平等和權利的資源指南，作為該機構內推動全球性別平等議程的指引。其亞太分區辦公室也出版了多元性別群體與東南亞遷徙勞工、性別與人道主義行動、尼泊爾的LGBTIQ+群體、印度跨性別、促進女同性戀/女雙性戀/跨性別/雙性人權利等刊物。 
處理藥物和犯罪問題的UNODC關注LGBTI人群在監獄管理的議題，出版了關注有特別需求囚犯的手冊，包括心理健康需求者、身心障礙者、少數族裔、外國人、LGBT人士、老人、絕症病患、死囚，也關注跨性別人士和愛滋感染者在監獄管理的議題。
推動防治愛滋病計畫和照護愛滋感染者的UNAIDS，在2021年推出未來五年的策略「End Inequalities. End AIDS」，其結束愛滋病的取徑為終結不平等，方法為實現人權、減少污名、歧視和暴力，並移除有害的懲罰性法律，並在2021年推出一系列的人權事實清單，推展公眾瞭解愛滋病與刑事化、藥物使用者、男同性戀和男男性行為者、跨性別和其他非二元性別者、性工作者、囚犯、污名和歧視各個方面的正確資訊。2023年發布結束HIV相關污名和歧視的最佳作法與創新取徑。UNAIDS也曾發布在中東和北非地區，對男男性行為者進行愛滋病預防和照護服務的同儕教育訓練手冊，以發展出具有同理心、基於證據且全面的愛滋病預防和支持服務。
負責保護和支持難民的UNHCR，在2012年發布第九號國際保護指引，為政府、法律人員、政策制定者和法官提供因性傾向和性別認同受到迫害而尋求難民庇護的法律解釋指引。UNHCR也發布一系列的技術指導文件，涉及具LGBTI身份的難民與強迫遷移、重新安置、收容和替代收容的議題。
對發展中國家的母親和小孩進行人道主義和發展援助的UNICEF，在2014年發布當前議題：消除對兒童和家長基於性傾向和/或性別認同的歧視。UNICEF在全球推展計畫也關照到LGBTI權益，為LGBTI兒童和青少年提供支持。
援助和改善發展中國家性健康和生育健康的UNFPA，對在LGBTI社群中，被社會邊緣化的群體推動各種促進性健康和生育健康的計畫，如宣導性健康教育、提供心理諮商和社會支持、發放基本的衛生物資、愛滋病防治等等。
促進各國在教育、科學及文化方面合作的UNESCO，關注恐同校園霸凌以及教育環境中基於性傾向和性別認同的暴力和歧視行為，在《全球教育監控報告》指出教育體制對LGBTI學生的排除和歧視問題，在2018年發布指導全面性教育（Comprehensive sexuality education）實施的《性教育國際技術指導》，該文件考慮了LGBTI學生的需求。UNESCO也和MAG Jeunes LGBT合作，探討LGBTI學生的教育和健康需求。
協調政府在公共衛生議題合作的WHO，其總幹事在1990年發布普通照會呼籲將同性性行為非刑事化，是第一個對此議題表態其立場的聯合國機構。在2016年WHO發布多元性別群體在健康議題的常見問題。WHO也發布並更新了對HIV病毒感染的預防、測試、治療、服務交付和監控的綜合指南，以及對關鍵人群就HIV病毒感染、病毒性肝炎、性傳播感染加以預防、診斷、治療、照護的綜合指南。這些指南強調科學證據、人權保障和醫病關係，如2022年更新的指南是依照人權、性別平等、公正和共融、醫學倫理、全民醫保、實證公衛以及由關鍵人群之社群主導應對的原則來編寫。WHO下的泛美衛生組織在2013年通過「解決為女同性戀、男同性戀、雙性戀和跨性別人士提供健康服務在取得和利用方面不平等原因」的決議，並發布聲明指出改變性傾向的所謂治療方法缺乏醫學根據。
制訂勞工標準、政策和計劃的ILO，關注對於性傾向和性別認同的就業歧視，反就業歧視的法律保護措施，和其他消除就業歧視的作法。
為移民事務作出建議和提供服務的國際移民組織（IOM）關注具LGBTI身份的外籍勞工，以及建立歧視零容忍的工作環境。
促進和發展旅遊事業的世界旅遊組織（UNWTO），在2012年和2017年發布了LGBT觀光的全球報告。
致力消除貧窮，促進開發，為發展中國家提供貸款的世界銀行（World Bank）透過對性別平等和社會共融的承諾，推動性傾向和性別認同的社會融入，並出版研究，探討性傾向、性別認同和經濟與社會發展之間的交織關係。世界銀行於2015年成立性傾向和性別認同工作小組，並在2016年10月27日，任命首位負責處理涉及性傾向和性別認同議題的顧問。
從事當代發展議題之跨領域研究的聯合國社會發展研究所（UNRISD），在2019年參與了歐盟贊助的「Strengthening LGBTQI+'s Voice in Politics」的研究計畫。另外在UNRISD的「Gender Justice and Development」計畫之下，也有對於跨國反性別運動的研究。

## 聯合國人權公約

### 聯合國人權條約機構
聯合國九大核心國際人權公約建立了由各國提名的獨立人權專家組成的委員會，即聯合國人權條約機構，負責監督締約國的落實情況。各委員會的權限不盡相同，但基本上包括：
- 就公約內涵，發布權威性的《一般性意見》或《一般性建議》解釋[142][143]；
- 審查國家定期提交之「國家報告」，作出《結論性意見與建議》；
- 根據「任擇議定書」規定，受理締約國人民提出的個人申訴/來文（Individual Communications），由委員會作成決定。

聯合國人權條約機構在1992年受理圖能訴澳大利亞案（Toonen v. Australia），於1994年作成決定。在這之後，對個人申訴作成的決定、對國家報告提出的意見與建議，以及在一般性意見或建議中，認定了性傾向和性別認同屬於公約禁止的歧視理由，公約所保障的權利也適用於性傾向和性別認同中的所有人，不應區別對待。
聯合國人權事務委員會在 Toonen v. Australia 案表示性傾向包含在公約中的禁止性別歧視，並認定將同性成年人私下相互同意的性行為定為刑事罪侵犯隱私權。在2003年的 Young v. Australia 案，委員會重申公民權利和政治權利國際公約第26條的禁止歧視包含性傾向，並認定拒絕讓同性伴侶未亡人領取遺屬年金違反公約的禁止歧視原則。
人權事務委員會在1993年挪威國家報告的結論性意見與建議中，首次提到了性傾向與人權的議題，歡迎挪威通過了同性民事伴侶法律。在1995年美國國家報告的結論性意見與建議中，首次表達對性傾向與人權議題的關切。對於美國某些州將同性別成年人在私人場所合意發生性關係定為刑事罪，關切這造成了對其私生活的嚴重侵犯，以及無法在不受歧視的情況下享有其他權利。委員會在結論性意見與建議中，多次表達了同樣的關切，例如在2010年對喀麥隆國家報告的結論性意見與建議中，委員會表示將同性別成年人之間相互同意的性行為定為刑事罪行，侵犯了公約中關於隱私和不受歧視的權利。
人權事務委員會在第35號一般性意見（2014），指出以違反公民權利和政治權利國際公約有關條款的歧視理由而實行的逮捕或拘留，原則上是任意逮捕或拘留，並在註腳引用根據性傾向的拘留以及拘禁合意發生性行為的同性別成年人作案例。在第36號一般性意見（2018），指出生命權必須受到尊重和保護，不得加以任何區別，性傾向和性別認同包含在「其他身分」之內。聯合國經濟、社會及文化權利委員會在第20號一般性意見（2009），解釋經濟、社會及文化權利國際公約第2條禁止對性傾向和性別認同的歧視，包含在「其他身分」之內。聯合國兒童權利委員會也在第15號一般性意見（2013），指出性傾向和性別認同包括在兒童權利公約第2條的禁止歧視條款中。

#### 一般性意見或建議
雖然聯合國九大人權公約沒有明白規定，不過條約機構自2000年以來，在一般性意見或建議中已逐漸建立了適用於性傾向、性別認同、性別表達和性徵的人權規範。在提到LGBTI人權的一般性意見或建議文件中，消除對女性歧視委員會（CEDAW）和兒童權利委員會（CRC）發布數量最多，其次是經濟、社會和文化權利委員會（CESCR）和身心障礙者權利委員會（CRPD），再來是人權事務委員會（CCPR）、禁止酷刑委員會（CAT）和遷徙勞工委員會（CMW），最後是消除種族歧視委員會（CERD）和強迫失蹤問題委員會（CED），以及晚近才建立的防範酷刑小組委員會（SPT）。
委員會在一般性意見和建議中涵蓋了各種主題，其中所明確的國家義務，要求採取各種措施，包括但不限於：制定、審議或廢除法律、發展和實施政策、培訓專業團體、進行提高公眾意識的活動，以及採取措施防止第三方侵犯LGBTI人士的權利。

委員會明確表示，將成年人合意的同性性行為及性別認同之表達定為刑事犯罪違反人權標準，應當廢除此類法律。並在許多一般性意見和建議中，提及了基於性傾向、性別認同、性別表達和性徵的暴力和歧視，還有這些暴力和歧視的特定型態，如基於性別的暴力、所謂的改變性傾向治療、雙性孩童非知情同意的醫療介入。各國須採取特別措施保護LGBTI人士，禁止和防止來自第三方的暴力與歧視，並通過法律禁止基於性傾向、性別認同、性別表達和性徵的歧視與騷擾。例如，CCPR在第36號一般性意見（2018）處理生命權，指出：
保護生命權的義務要求締約國採取特別措施，保護因特定威脅或既已存在的暴力模式而特別受到生命威脅的弱勢群體。此類人員包括……女同性戀、男同性戀、雙性戀、跨性別和雙重性徵者……。在任何情況下都不能將死刑作為懲罰通姦、同性性行為、叛教、建立政治反對團體或冒犯國家元首等行為的手段，將這些行為定為刑事犯罪本身就已經違反《公約》。……生命權必須得到尊重和確保不得加以任何區別，如種族、膚色、性別、語言、宗教、政治或其他意見、民族本源或社會階級、財產、出生或任何其他身分，包括種姓、族裔、原住民族成員、性傾向或性別認同、身心障礙、社會經濟地位、白化症和年齡等。保護生命權的法律措施必須平等適用於所有個人，為他們提供有效保障，而不帶有一切形式的歧視，包括多重和交織的歧視。 

又如CESCR在第22號一般性意見（2016）處理性健康和生育健康權，也指出：
在性健康和生育健康權的背景中，不歧視也包括所有人的性傾向、性別認同和雙重性徵身分受到充分尊重的權利。將同性成年人自願發生性關係或表達性別認同的行為定為刑事罪，無疑侵犯人權。同樣，要求將女同性戀、男同性戀、雙性戀、跨性別和雙重性徵者視為心理或精神病患者，或要求他們被以所謂的「治療」而「治癒」的法規，都明顯侵犯其性健康和生育健康權。締約國也有義務打擊同性戀恐懼和跨性別恐懼，這種恐懼導致歧視，包括侵犯性健康和生育健康權的行為。……屬於特定群體的個人可能在性健康和生育健康方面不成比例地受到交織歧視的影響。如委員會所確定的，諸如(但不限於)……男女同性戀、雙性戀、跨性別和雙重性徵者……。國家必須對阻礙行使性健康和生育健康權的法律進行改革。這方面的例子包括，將……成年人之間的合意性活動、跨性別身分或表達定為刑事罪的法律。……違反尊重義務的例子包括設立阻礙個人獲得性健康和生育健康服務的法律障礙，例如將……成年人之間的合意性活動定為刑事罪。……如果一個國家未能採取有效步驟，防止第三人破壞享有性健康和生育健康權，即違反了保護義務。這包括……針對女同性戀、男同性戀、雙性戀、跨性別和雙重性徵者的暴力行為。……以及對雙重性徵嬰兒或兒童進行醫學上不必要、不可逆轉和非自願的手術和治療。
在一般性意見和建議中，委員會還提到國家必須確保LGBTI人士能夠行使其和平集會的權利，並且不能因為對於性傾向或性別認同表達的反對，就以保護道德為名施加限制。應考慮到道德觀念源於許多的社會、哲學和宗教傳統，不該用以維持源於單一社會、哲學或宗教傳統對道德的理解。此外，國家制定與實施會影響到LGBTI群體的措施和政策時，應將其納入作為參與和諮詢對象。LGBTI人士的個人關係應受尊重和保護。多元性別的家庭受到承認時，國家應保護家庭成員的經濟權利。LGBTI家長的孩童也須得到保護，不受歧視。

在條約機構的一般意見和建議中，對交織形式的歧視和暴力給予許多關注。在這一脈絡下，多元性別已被視為與年齡、性別和身心障礙相互交織；LGBTI人士所面臨的歧視，也在種族歧視、移民和氣候變遷的脈絡中得到考量。委員會還強調了性別概念的發展，理解生理性別應基於生物學，而社會性別則反映社會建構，產生了階層關係，以及權力分配與權利行使的不平等。如CEDAW在第28號一般性建議（2010）處理消除對女性一切形式歧視的國家義務，指出：
生理性別（sex）是生理特徵的差異，而社會性別（gender）是社會為女人和男人建構出來的身份、特性和角色，以及對生理差異所賦予的社會和文化意義，這導致了女性與男性的階層關係，並在權力分配和權利之行使，偏好男性而不利於女性。……交織性（intersectional）是理解公約第2條要求國家消除對女性一切形式歧視的基礎概念。基於生理和社會性別的女性歧視，與其他影響女性的因素難解難分，如：種族、族裔、宗教或信仰、健康狀況、年齡、階級、種姓、性傾向和性別認同等。屬於這樣群體的女性受到以生理和社會性別為基礎的歧視，其程度或方式可能有別於男性。國家須從法律上承認該等交織形式的歧視以及對有關女性的負面複合影響，並禁止此類歧視。國家亦需制訂和實施消除此類歧視的政策和方案。

#### 個人申訴
人權事務委員會在1994年的 Toonen v. Australia 案，首次承認國家不能基於性傾向而為歧視，並認定對成年人私下合意的同性性行為進行刑事處罰，侵害公民與政治權利國際公約第17條所保障的隱私權。委員會在2012年的 Fedotova v. Russian Federation 案，認定俄羅斯用以保護兒童為由制定的反同性戀宣傳法限制言論，違反了第19條的言論自由以及第26條的歧視禁止。反轉三十年前，1982年的 Hertzberg et al. v. Finland 案中，委員會認為芬蘭刑法以公共道德為由限制同性戀言論，沒有違反公約第19條的見解。委員會在2020年的 Alekseev v. Russian Federation 案，認定俄羅斯以反同性戀宣傳法拒絕申訴人在克里米亞、莫斯科舉行同志遊行，違反第21條集會自由以及公約第26條。在2017年的 G v. Australia 案，委員會認定澳洲政府拒絕為已婚變性人提供正確標示其性別的證件，違反公約第17條和第26條，並在該案表示第26條的歧視禁止包含性別認同。
消除對女性歧視委員會在2022年的 Rosanna Flamer-Caldera v Sri Lanka 案，認定斯里蘭卡刑事化女性同性性行為的規定，造成創辦同志平權組織平等之地的女同性戀申訴人，其權利受到了侵害，違反消除對女性一切形式歧視公約第2條不受歧視的有關條款，第2條和第5條免受性別暴力的有關條款，第7條參與非政府組織和協會的條款，第15條法律應平等對待的條款，該條款保障女性能有可利用的司法管道，以及第16條家庭權的條文，該條文保障了女性的家庭關係和生活不受歧視，並指斯里蘭卡未盡到第5條要求消除性別刻板印象和偏見的責任。

### LGBT人權文件
因為聯合國未能貫徹世界人權宣言對性傾向和性別認同的適用，在2006年8月世界同志運動會中，國際LGBT人權會議發表了蒙特婁宣言。要求保障對同性戀、雙性戀、跨性別和雙性人群體最為基本的權利，包括免受國家和私人的暴力侵犯、擁有表達、集會和結社自由，以及成年人私下且合意進行同性性行為的自由。該宣言也觸及難民和庇護、建立家庭和進入婚姻的自由、跨性別的性別肯認照護與法定性別變更、雙性人的性別自主權，以及在教育、健康照護、媒體、就業等領域上對抗歧視的議題。
由於在聯合國人權公約的架構下，欠缺對性傾向和性別認同在人權事務上清楚的適用原則，因此致力於此議題的非政府組織邀請人權專家起草《日惹原則》，以便將現有國際人權公約之國家義務應用在性傾向和性別認同的相關事務上。於2006年11月舉行專家會議，2007年3月對外發表日惹原則，共計29項原則，2017年9月舉行專家會議，又補充了9項原則，共計38項原則，並就其中12項原則補充國家應有的義務，11月對外發表。日惹原則雖非聯合國文件，但在聯合國機構的各類文件中被廣泛運用及引用。
日惹原則在2007年發表後，關於性傾向和性別認同的議題在國際人權法的論述中更為頻繁地出現。這立即帶來的結果是，《日惹原則》在2008年的第一輪普遍定期審查中被多次引用。同樣在2008年，條約機構和特別報告員首次將性別認同作為其關切的對象。

## 聯合國LGBTI核心小組
聯合國LGBTI核心小組（United Nations LGBTI Core Group），位於紐約，創立於2008年，由不同區域間的政府及非政府組織組成，是在聯合國架構下推動LGBT群體和雙性人權利議題的聯合國非正式團體。
該小組由阿根廷、荷蘭擔任共同主席，其他成員包含：阿爾巴尼亞、澳大利亞、比利時、玻利維亞、巴西、維德角、加拿大、智利、哥倫比亞、哥斯大黎加、克羅埃西亞、丹麥、多明尼加、厄瓜多、芬蘭、法國、德國、宏都拉斯、冰島、愛爾蘭、以色列、義大利、日本、盧森堡、馬爾他、墨西哥、蒙特內哥羅、尼泊爾、紐西蘭、北馬其頓、挪威、秘魯、葡萄牙、南非、西班牙、瑞典、東帝汶、烏拉圭、美國、英國、歐盟（觀察員），以及聯合國人權事務高級專員辦事處。另外有兩個非政府組織成員：人權觀察、國際立即行動（秘書處）。

## 性傾向與性別認同任務友好小組
性傾向與性別認同任務友好小組 （Group of Friends of the SOGI Mandate），位於日內瓦，由27個國家在2021年組成非正式夥伴關係，在聯合國人權理事會的框架內積極合作，支援聯合國性傾向和性別認同獨立專家的任務。2024年6月時，其成員為33國。

## 聯合國職員待遇
聯合國秘書長科菲·安南於2004年1月29日宣佈，聯合國承認所有職員和同性伴侶的婚姻或民事伴侶關係，同性配偶得以享有等同於異性配偶的福利保障，只要職員的國籍國承認其法律關係。伊斯蘭國家和一些非洲國家強烈反對該政策，在激烈辯論後，聯合國大會的行政和預算委員會通過一項決議，要求秘書長考慮成員國的觀點和關切後，重新發布命令，但並未要求秘書長改變或撤銷其決定。
聯合國秘書長潘基文於2014年6月26日宣佈，聯合國全面承認所有職員和同性伴侶的婚姻關係。這份新規定讓聯合國確認其職員同性婚姻的效力，從以往的取決於同性婚姻是否在職員的國籍國得到承認，轉變為其婚姻是否在婚姻登記國得到承認。
2015年3月24日，聯合國大會行政和預算委員會以43票支持80票反對37票棄權33票缺席的投票結果，否決了俄羅斯試圖阻擋該新規定的提案。

## 外部連結

### 聯合國LGBT議程
- UN Free & Equal （页面存档备份，存于）
- Ending violence and discrimination against lesbian, gay, bisexual, transgender and intersex people （页面存档备份，存于）
- OHCHR - LGBTI people （页面存档备份，存于）
- OHCHR - Tackling LGBTI discrimination in the private sector （页面存档备份，存于）
- UNHCR - LGBTIQ+ persons （页面存档备份，存于）
- UNDP - Being LGBTI in Asia（舊版）
- UNDP - Being LGBTI in Asia and the Pacific （页面存档备份，存于）
- UNDP - Being LGBTI in the Caribbean （页面存档备份，存于）
- WHO - Improving LGBTIQ+ health and well-being with consideration for SOGIESC （页面存档备份，存于）
- World Bank - Sexual Orientation and Gender Identity （页面存档备份，存于）
- UNCIEF - Eliminating Discrimination Against Children and Parents based on sexual orientation and/or gender identity （页面存档备份，存于）
- UNSDG - Lesbian, Gay, Bisexual and Transgender Persons  （页面存档备份，存于）
- ILGA & ISHR - Special Procedures factsheets （页面存档备份，存于）
- ILGA - Treaty Bodies strategic litigation toolkit （页面存档备份，存于）
- ILGA - Treaty Bodies' jurisprudence on SOGIESC issues （页面存档备份，存于）
- ILGA - General comments (recommendations) by United Nations treaty bodies （页面存档备份，存于）
- ILGA - Treaty Bodies annual reports （页面存档备份，存于）
- ICJ - SOGI UN Database（1982-2016） （页面存档备份，存于），簡介 （页面存档备份，存于）
- Putting LGBT Issues on the UN Agenda （页面存档备份，存于）
- The Commission on the Status of Women (CSW) Civil Society (CSO) Guide （页面存档备份，存于）

### 聯合國外的國際組織
- 歐洲理事會議員大會：Discrimination on the basis of sexual orientation and gender identity （页面存档备份，存于）
- 歐洲理事會部長委員會（英语：Committee of Ministers of the Council of Europe）：Recommendation CM/Rec(2010)5 of the Committee of Ministers to member states on measures to combat discrimination on grounds of sexual orientation or gender identity （页面存档备份，存于）
- 歐洲議會：Roadmap against homophobia and discrimination on grounds of sexual orientation and gender identity  （页面存档备份，存于）
- 歐洲議會：LGBTIQ rights in the EU  （页面存档备份，存于）
- 美洲國家組織大會：Human Rights, Sexual Orientation, and Gender Identity （页面存档备份，存于）
- 非洲人權和民族權委員會（英语：African Commission on Human and Peoples' Rights）：Resolution on Protection against Violence and other Human Rights Violations against Persons on the basis of their real or imputed Sexual Orientation or Gender Identity （页面存档备份，存于）
- 亞太地區國家人權機構論壇（英语：Asia Pacific Forum）：Conclusions of Workshop on the Role of National Human Rights Institutions in the Promotion and Implementation of the Yogyakarta Principles （页面存档备份，存于），Workshop
- 國際平權聯盟（Equal Rights Coalition）：Equal Rights Coalition Founding Principles （页面存档备份，存于）

### 文章
- Getting Lesbian and Gay Issues on the International Human Rights Agenda
- Lesbian, gay, bisexual and transgender human rights: the search for an international strategy （页面存档备份，存于）
- Securing Sexual Orientation and Gender Identity Rights within the United  Nations Framework and System: Past, Present and Future （页面存档备份，存于）
- Reaching the Tipping Point?: Emerging International Human Rights Norms Pertaining to Sexual Orientation and Gender Identity
- Levels of Generality and the Protection of LBGT Rights Before the United Nations General Assembly （页面存档备份，存于）
- Intergovernmental Organizations and LGBT Issues （页面存档备份，存于）
- the Role of the Yogyakarta Principles （页面存档备份，存于）
- LGBT Inclusion and the Sustainable Development Goals （页面存档备份，存于）
- LGBT+ Inclusion and the UN Sustainable Development Goals （页面存档备份，存于）
- A UN for All? UN Policy and Programming on Sexual Orientation, Gender Identity and Expression, and Sex Characteristics （页面存档备份，存于）
- Lessons from UN Cares in LGBTI inclusion in the workforce （页面存档备份，存于）